# Atlequizayan
Atlequizayan är en kommunhuvudort i Mexiko.   Den ligger i kommunen Atlequizayan och delstaten Puebla, i den sydöstra delen av landet, 170 km öster om huvudstaden Mexico City. Atlequizayan ligger 809 meter över havet och antalet invånare är 2 833.
Terrängen runt Atlequizayan är huvudsakligen kuperad, men söderut är den bergig. Terrängen runt Atlequizayan sluttar norrut. Runt Atlequizayan är det ganska glesbefolkat, med 43 invånare per kvadratkilometer. Närmaste större samhälle är Olintla, 11,8 km nordväst om Atlequizayan. I omgivningarna runt Atlequizayan växer huvudsakligen savannskog.